# Речное (Дагестан)
Речное — село в Кизлярского района Дагестана. Входит в состав сельского поселения «Сельсовет «Южный»».

## Географическое положение
Населённый пункт расположен у канала Городской Банк, в 2,5 км к югу от центра сельского поселения — Южное и в 5 км к юго-востоку от города Кизляр.

## История
Образовано постановлением Президиума Верховного Совета ДАССР от 06.07.1967 года.

## Население
| 1970 | 1989 | 2002 | 2010 | 2021 |
| ---- | ---- | ---- | ---- | ---- |
| 110  | ↗394 | ↗428 | ↘370 | ↗494 |

Национальный состав
По данным Всероссийской переписи населения 2010 года:
| № | Национальность | Численность, чел. | Доля   |
| - | -------------- | ----------------- | ------ |
| 1 | русские        | 130               | 35,1 % |
| 2 | рутульцы       | 67                | 18,1 % |
| 3 | цахуры         | 47                | 12,7 % |
| 4 | лезгины        | 41                | 11,1 % |
| 5 | даргинцы       | 37                | 10,0 % |
| 6 | аварцы         | 25                | 6,8 %  |
| 7 | другие         | 23                | 6,2 %  |

По данным Всероссийской переписи населения 2010 года, в селе проживало 370 человек (177 мужчин и 193 женщины).

## Экономика
В 2010 году в селе начато строительство одного из крупнейших рыборазводных заводов.